# Oreste Fortuna
Oreste Fortuna (Potenza, 4 maggio 1893 – Roma, 1973) è stato un generale italiano, particolarmente distintosi come ufficiale nella grande guerra e poi nella guerra di Spagna. Decorato con una Medaglia d'oro al valor militare a vivente, tre Medaglie d'argento, due di bronzo e una Croce di guerra al valor militare, rimase sette volte ferito in combattimento.

## Biografia

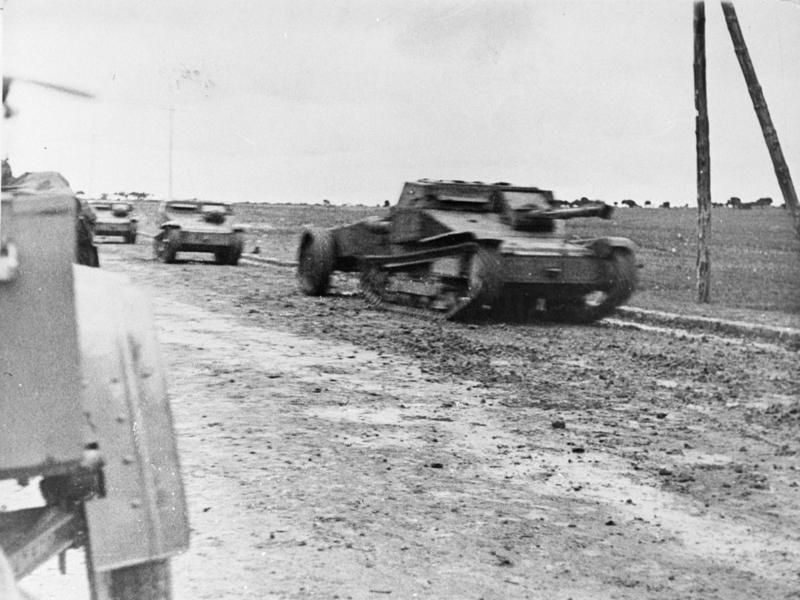
Un carro lanciafiamme L.3/lf precede alcuni carri d'assalto CV33 sulla strada per Guadalajara.

Nacque a Potenza il 4 maggio 1893, figlio dell'ingegnere civile Filippo Fortuna e di Antonietta Tessitore, figlia dell'ingegnere Sebastiano Tessitore. Nel corso del 1911 si arruolò volontario nel Regio Esercito assegnato al Reggimento "Cavalleggeri di Foggia" (11º), arma di cavalleria, per partecipare alla guerra italo-turca, congedandosi poi nel dicembre 1914 per fine ferma. Richiamato alle armi nel giugno 1915, dopo l'entrata in guerra del Regno d'Italia, entrò volontario con grado di sergente nella specialità autoblindo-mitragliatrici di nuova costituzione e con la 1ª Squadriglia si batté sull'Isonzo e in Valsugana. Venne nominato aspirante ufficiale nel 1916 e assegnato al 13º Reggimento bersaglieri ciclisti e poi promosso sottotenente di complemento nel maggio 1917.  Trasferitosi al V Battaglione bersaglieri ciclisti è promosso tenente nel settembre dello stesso anno, e al comando della compagnia mitraglieri operò a protezione del ripiegamento dei reparti sul Piave nell'ottobre 1917, in seguito alla battaglia di Caporetto. Nel giugno 1918 partecipò alla battaglia del solstizio ed entrò a Trieste fra i primi dopo i combattimenti di Vittorio Veneto. Congedato nel 1919, decorato di una Medaglia d'argento al valor militare, fu richiamato in servizio l'anno dopo come volontario per l'Albania e, assegnato alla 15ª Squadriglia autoblindata della brigata d'assalto, nell'agosto 1920 fu inviato nella Venezia Giulia per poi contribuire alla liberazione delle miniere carbonifere dell'Arsa in Istria.
Nominato tenente in servizio permanente effettivo nel 1923, venne mandato nel 1925 in Cirenaica, dove con il Gruppo "Lorenzini" prese parte alle operazioni sul 29º parallelo per la riconquista della colonia. Decorato con due Medaglie di bronzo al valor militare, venne rimpatriato nel 1928, promosso capitano nel 1932, e poi trasferito al 4º Reggimento carristi. Poi, nel settembre del 1936, partì volontario per la Spagna al comando di una compagnia di carri d'assalto, Incorporato nel Tercio spagnolo, prese parte ai primi combattimenti sul fronte di Madrid. Ferito gravemente più volte sulla strada di Francia nel marzo 1937, rimpatriò nell'aprile dello stesso anno, insignito della Medaglia d'oro al valor militare a vivente, massima decorazione italiana. Anche il Governo Spagnolo lo insignì di vari riconoscimenti e decorazioni. Promosso maggiore per meriti eccezionali nel 1938, dal giugno 1940 e poi per tutta la seconda guerra mondiale, fu comandante della difesa costiera di Terracina e del relativo presidio militare.
Promosso tenente colonnello fu nominato giudice presso il Tribunale militare di Roma. Divenuto colonnello nel gennaio 1948 e generale di brigata nel febbraio 1954, fu collocato in congedo assoluto nel 1956 e iscritto nel Ruolo d'Onore come invalido di guerra. Nel 1961 fu promosso generale di divisione. Morì nel 1973.

## Onorificenze

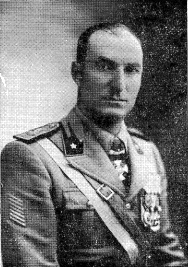
Il tenente colonnello Oreste Fortuna.

### Fonti
1. ↑  Gruppo Medaglie d'Oro al Valor Militare 1965, p. 261.
2. 1 2 3 4 5 6 7 8 9 10 11 12  Combattenti Liberazione.
3. 1 2  Quirinale, sito istituzionale, voce Onorificenze, dettagli decorato
4. ↑  Registrato alla Corte dei conti addì 30 gennaio 1941, registro 4 guerra, foglio 344.
5. ↑   Bollettino ufficiale delle nomine, promozioni e destinazioni negli ufficiali, 1942,  p. 6686. URL consultato il 14 febbraio 2021.
6. ↑  Registrato alla Corte dei Conti lì 9 dicembre 1938, registro 32, foglio 473.